# Détective Dee : Le Mystère de la flamme fantôme
Série
Détective Dee 2 : La Légende du dragon des mers
(2013)
Pour plus de détails, voir Fiche technique et Distribution.
Détective Dee : Le Mystère de la flamme fantôme (chinois traditionnel : 狄仁傑之通天帝國 ; chinois simplifié : 狄仁杰之通天帝国 ; pinyin : Dí Rénjié zhī tōng tiān dìguó ; Wade : Ti² Jen²-chieh² zhi¹ tung¹ tian¹ di⁴guo²) est un film sino-hongkongais réalisé par Tsui Hark, sorti en 2010.

## Synopsis
En l'an 690, Wu Zetian, veuve du dernier souverain chinois, est sur le point de devenir la première femme à accéder au titre d'impératrice de Chine. Une série de meurtres compromet les cérémonies de son couronnement. Pour résoudre ce mystère, elle fait sortir le juge Di Renjie de prison.

## Fiche technique
- Titre original : 狄仁傑之通天帝國 (traditionnel) / 狄仁杰之通天帝国 (simplifié) Dí Rénjié zhī tōng tiān dìguó
- Titre français et québécois : Détective Dee : Le Mystère de la flamme fantôme
- Titre international : Detective Dee: The Mystery of the Phantom Flame
- Réalisation : Tsui Hark
- Scénario : Chen Kuo-fu et Chang Chia-Lu, d’après le roman de Lin Qianyu
- Musique : Peter Kam
- Direction artistique : Wu Zhen, Sung Pong Choo et Chi Pang Chung
- Décors : Sung Pong Choo
- Costumes : Bruce Yu
- Photographie : Chan Chi Ying et Chor Keung Chan
- Son : Ying Zhao, Nan Zhao, Xinghui Li, Danrong Wang et Gang Wang
- Montage : Chi-Wai Yau
- Production : Nansun Shi, Tsui Hark et Peggy Lee

Coproduction : Felice Bee
- Sociétés de production[1] :
  - Chine : Huayi Brothers Media, China Film Co-Production Corporation et Xian Longrui Film And TV Culture Media Co.
  - Hong Kong : Film Workshop
- Société de distribution :
  - Chine : Huayi Brothers Media
  - Hong Kong : Lark Films Distribution
  - France : Le Pacte et Wild Side Films
- Budget : 13 millions de $[2]
- Pays d'origine :  Hong Kong,  Chine
- Langues originales : mandarin et espagnol
- Format[3] : couleur - 35 mm - 2,35:1 (Cinémascope) - son Dolby Digital
- Genre : Action, aventure, drame, fantastique et historique
- Durée : 123 minutes ; 119 minutes (aux États-Unis)
- Dates de sortie[4] :
  - Chine : 29 septembre 2010[5]
  - Hong Kong : 30 septembre 2010
  - France : 20 avril 2011[6]
  - Québec : 16 septembre 2011[7]
- Classification[8] :
  -  Chine : Pas de système.
  -  Hong Kong : Ne convient pas aux enfants (IIA - Catégorie Deux-A)[Note 1].
  -  France : Tous publics (visa d'exploitation no 129130 délivré le 2 mars 2011)[9].

## Distribution
- Andy Lau (V. F. : Stéphane Pouplard) : détective Dee
- Li Bingbing (V. F. : Isabelle Volpe) : Shangguan Jing'er
- Tony Leung Ka-fai (V. F. : David Krüger) : Shatuo Zhong
- Lu Yao (V. F. : Jean-Jacques Nervest) : Li Xiao
- Jinshan Liu (V. F. : Emmanuel Jacomy) : Xue Wong
- Carina Lau (V. F. : Cyrielle Clair) : impératrice Wu Zetian
- Chao Deng (V. F. : Alexis Tomassian) : Pei Donglai
- Teddy Robin Kwan (V. F. : Michel Tureau) : Wang Bo
- Yan Qin (V. F. : Jean-Luc Atlan) : Jia Yi
- Deshun Wang (V. F. : Michel Paulin) : Wiazi Ling

Source et légende : Version française (V. F.) sur AlloDoublage

## Distinctions
Entre 2010 et 2012, Détective Dee: Le mystère de la flamme fantôme a été sélectionné 42 fois dans diverses catégories et a remporté 11 récompenses,.

### Distinctions 2010

#### Récompenses 2010
- Festival du film Golden Horse : Prix du cheval d'or des Meilleurs effets visuels pour Nam Sang-Woo.

#### Nominations 2010
- Festival du film Golden Horse :
  - Meilleure direction artistique pour Sung Pong Choo,
  - Meilleur maquillage et conception de costumes pour Bruce Yu,
  - Meilleure chorégraphie d'action pour Sammo Kam-Bo Hung,
  - Meilleurs effets sonores pour Danrong Wang
- Festival international du film de Venise[11],[12] :
  - Nommé au Lion d'Or pour Tsui Hark,
  - Nommé au Grand Prix du Jury pour Tsui Hark.

### Distinctions 2011

#### Récompenses 2011
- Festival du film chinois américain (C.A.F.F.) (Chinese American Film Festival (C.A.F.F.)) : Prix de l'ange d'or du Meilleur Film décerné à Tsui Hark.
- Festival étudiant de cinéma de Pékin (Beijing Student Film Festival) : Prix du jury des Meilleurs effets visuels.
- Le Top 10 des meilleurs films de l'année selon Time Magazine : Film n°3 décerné à Tsui Hark[12].
- Prix de la critique de cinéma de Shanghai (Shanghai Film Critics Awards) : Film du mérite.
- Prix du film de Hong Kong :
  - Prix du film de Hong Kong du Meilleur réalisateur décerné à Tsui Hark,
  - Prix du film de Hong Kong de la Meilleure actrice décerné à Carina Lau,
  - Prix du film de Hong Kong de la Meilleure direction artistique décerné à Sung Pong Choo,
  - Prix du film de Hong Kong des Meilleurs costumes et maquillage décerné à Bruce Yu,
  - Prix du film de Hong Kong du Meilleur son décerné à Danrong Wang et Nan Zhao,
  - Prix du film de Hong Kong des Meilleurs effets visuels.

#### Nominations 2011
- Festival du film asiatique de Deauville : Panorama pour Tsui Hark[12].
- Festival du film de Tribeca : Projecteur pour Tsui Hark[12].
- Festival international du film fantastique de Neuchâtel : Films du troisième type pour Tsui Hark[12].
- Guilde des réalisateurs chinois (China Film Director's Guild Awards) : Meilleur réalisateur de Hong Kong ou de Taïwan pour Tsui Hark.
- Prix du cinéma asiatique :
  - Meilleurs effets visuels pour Phil Jones,
  - Meilleur décorateur pour Sung Pong Choo,
  - Meilleurs costumes pour Bruce Yu.
- Prix du film de Hong Kong :
  - Meilleur film,
  - Meilleur second rôle masculin pour Tony Ka Fai Leung,
  - Meilleur second rôle masculin pour Chao Deng,
  - Meilleure photographie pour Chan Chi Ying et Chor Keung Chan,
  - Meilleur montage pour Chi-Wai Yau,
  - Meilleure musique de film pour Peter Kam,
  - Meilleure chorégraphie d'action pour Sammo Kam-Bo Hung.
- Le Top 10 des meilleurs films de l'année selon Time Magazine[12] :
  - Film n°1 pour Tsui Hark,
  - Film n°2 pour Tsui Hark,
  - Film n°4 pour Tsui Hark,
  - Film n°5 pour Tsui Hark,
  - Film n°6 pour Tsui Hark,
  - Film n°7 pour Tsui Hark,
  - Film n°8 pour Tsui Hark,
  - Film n°9 pour Tsui Hark,
  - Film n°10 pour Tsui Hark.
- Visions Sociales : Longs métrages pour Tsui Hark[12].

### Distinctions 2012

#### Nominations 2012
- Prix de la bande-annonce d'or : Meilleure bande-annonce de film d'action étranger pour Antonio James Productions.

## Autour du film
- Le juge Ti, le héros de plusieurs séries de romans policiers écrits par Robert van Gulik, Eleanor Cooney, Daniel Altieri, et Frédéric Lenormand est inspiré de Di Renjie.
- Détective Dee 2 : La Légende du dragon des mers sorti en 2013 et Détective Dee : La Légende des Rois célestes sorti en 2018 sont deux préquelles.

## Editions en vidéo
- Détective Dee : Le Mystère de la flamme fantôme est sorti :
  - en DVD et Blu-ray le 23 août 2011[13],[14],
  - en VOD le 29 mai 2011[15].